# Лепосава Шелмић
Лепосава Шелмић (Кулпин, 1944—Сасари, Италија 2002) била је магистар историје уметности и управник Галерије Матице српске. 

## Биографија
Рођена је 3. октобра у Кулпину, а основну и средњу школу завршила је у Новом Саду. Дипломирала је 1968, а магистрирала 1978. године на Филозофском факултету у Београду на Катедри за историју уметности новог века. Усавршавала се на постдипломским студијама у Паризу, Прагу и Амстердаму.
Радила је на Филозофском факултету у Београду као асистент на предмету Општа историја уметности новог века, са професорком Радмилом Михаиловић. По преласку у Нови Сад кратко време је радила у Музеју града Новог Сада, а у Галерији Матице српске од 1970, најпре као кустос, а потом као саветник - Руководилац Одељења српског сликарства и графике. Од 1988. до смрти била је управник Галерије Матице српске.
Област истраживања Лепосаве Шелмић је српска уметност новог века у Хабзбуршкој монархији. Најзначајнија дела:
- Галерија Матице српске, Нови Сад 2001.
- Српско сликарство 18. и 19. века. Одабране студије, Нови Сад 2003.
- Српско зидно сликарство 18. века, Нови Сад 2004.